# Женя Васильковская
Женя Васильковская (настоящие имя и фамилия — Евгения Ивановна Васильковская, после замужества — Осгуд) (укр. Женя Васильківська, англ. Zhenia Vasylkivska; 6 января 1929, Ковель — 25 апреля 2021, Вашингтон , США) — американская поэтесса, переводчица

, литературовед, литературный критик украинского происхождения. Представитель литературной Нью-Йоркской группы.

## Биография
Родилась в семье художника.
Детство провела на Волыни. В 1944 году с семьёй переехала в Линц (Австрия), в 1951 году эмигрировала в США. Поселилась в Нью-Йорке. В 1962 году окончила филологический факультет Колумбийского университета. Получила степень доктора философии. Много лет
преподавала французский, испанский и русский языки в одном из университетов штата Вирджиния. Позже работала политическим консультантом американского правительства по делам Восточной Европы.

## Творчество
Дебютировала в 1959 году, издав сборник поэзии «Короткие расстояния» (Нью-Йорк).
Ряд стихотворений Васильковской вошёл в коллективный сборник «Новые стихотворения» (Нью-Йорк, 1961). Подготовила к печати второй сборник стихов, работала над драматической трилогией «По следам солнца». Истоки поэтического мышления и образности черпала в традиционной украинской народной песне и фольклоре,
Осуществила ряд переводов — печаталась преимущественно в «Украинской литературной газете» — с испанского, французского и акнглийского (в том числе стихи Гарсиа Лорки (сборник «Избранное Гарсия Лорка», Мюнхен, 1958), Сен-Жон Перса, Г. Мистраль, П. Реверди; пьеса «Антигона» Ж. Ануя (Мюнхен, 1962), а также с украинского на английский (Стихотворение «Хохот» Ф. Осьмачки («Horizon», 1956-57, № 1-2).
В украиноязычном наследии Васильковской — литературоведческое исследование творчества Сен-Жон Перса, Г. Мистраль и другое; статьи о молодом поколении послевоенной украинской эмиграции, литературной Нью-Йоркской группы.
В последние десятилетия отошла от литературного творчества.